# Гресторп
Гресторп (на шведски: Grästorp) е град в югозападната част на Швеция, лен Вестра Йоталанд. Главен административен център на едноименната община Гресторп. Разположен е на около 5 km от южния бряг на езерото Венерн. Намира се на около 300 km на югозапад от столицата Стокхолм и на около 120 km на североизток от центъра на лена Гьотеборг. Има жп гара. Населението на града е 2969 жители според данни от преброяването през 2010 г.